# Авача (микрорайон)
Ава́ча — микрорайон (внутригородской посёлок) в составе города Петропавловска-Камчатского Камчатского края Российской Федерации. До упразднения — село.

## География
Находится  при впадении реки Авача в Авачинскую губу, на северо-западной окраине города.

## История
Возник в конце XVIII — начале XIX века на месте древнего ительменского поселения в устье реки Авача, откуда начинался речной путь вглубь полуострова.
В настоящее время находится в черте города Петропавловска-Камчатского.

## Население
В 1888 году население составляло 41 мужчину и 38 женщин, которые проживали в 13 домах.

## Инфраструктура
Школа № 37.

## Достопримечательности
Пирс в посёлке является третьим в мире лежбищем сивучей в черте города.

## Транспорт
Развит водный транспорт. 
Автобусное сообщение.
Ближайший аэропорт — Елизово. Расстояние до него — 13 км.